# 周南市徳山駅前賑わい交流施設
周南市徳山駅前賑わい交流施設（しゅうなんしとくやまえきまえにぎわいこうりゅうしせつ）は、山口県周南市の徳山駅みゆき口にある複合施設。通称は周南市立徳山駅前図書館（核施設の名称）、新徳山駅ビル（計画段階の名称）。

## 概要
周南市が進めている徳山駅周辺整備事業における主要事業の一つとして、徳山駅旧在来線駅舎（徳山ステーションビル）跡に整備が進められ、2018年（平成30年）2月3日に開業した。
基本・実施設計は、日向市駅、高知駅、旭川駅などを手掛けた内藤廣建築設計事務所。管理・運営には指定管理者が導入され、武雄市図書館・歴史資料館や高梁市図書館の管理を手掛けるカルチュア・コンビニエンス・クラブ（CCC）が、本施設の核施設となる周南市立徳山駅前図書館と一体的に管理を行う。

## 施設
徳山ステーションビル時代は駅本屋と一体構造となっていたが、徳山駅周辺整備事業に当たって駅機能が橋上駅化されており、賑わい交流施設には駅機能を有さず、2階部分が徳山駅南北自由通路と接続される構造となっている。その為、厳密には通称の様な駅ビルではない。
徳山駅前図書館を核施設とし、飲食施設（vegetable eat culture(vec)。）、周南警察署徳山駅前交番、交流室、市民活動支援センターが入る。指定管理者のCCCは、図書館の一部にスターバックスおよび蔦屋書店を出店する。これは武雄市図書館・歴史資料館や海老名市立中央図書館と同様の方式である。
館内の案内やプロモーションは核施設の名称である「周南市立徳山駅前図書館」で統一されている が、外壁等のサインに掲げられた名称は「周南市立駅前図書館」となっている（経緯は後述）。
西側の駐車場棟を含め、総事業費約55億3,800万円で完成。CCCに支払われる指定管理料は年間1億5,000万円程度と見込まれている（図書館部分は約9,500万円）。

## 歴史
- 2016年（平成28年）3月 - 着工[11]。
- 2017年（平成29年）11月 - 竣工[11]。
- 2018年（平成30年）2月3日 - 開業[3]。
- 2021年（令和3年）3月31日 - 1階飲食施設のフタバフルーツパーラー[注 2]が閉店[13]。
- 2021年（令和3年）9月28日 - 1階飲食施設にvegetable eat cultureが開店[6]。

## 開業までの経緯
本施設の前身は、1969年（昭和44年）10月に開業した徳山ステーションビル（徳山駅ビル）である。当初は第三セクターの徳山ステーションビル株式会社が運営する駅ビルであったが、2000年（平成12年）4月に運営会社が解散したため、2001年（平成13年）10月以降は、公共施設（徳山市市民交流センター、のちに周南市市民交流センターに改称）として運営されていた。
2003年（平成15年）4月、2市2町の合併により周南市が誕生。これに先立ち、徳山市・新南陽市・熊毛町・鹿野町合併協議会が策定した「新市建設計画」において、中心市街地活性化事業（のちの徳山駅周辺整備事業）の一つとして「徳山駅ビルの整備」が掲げられた。
2005年（平成17年）2月に策定された「徳山駅周辺整備構想」において、本施設を含む周辺整備の方針が示された。
2006年（平成18年）から2007年（平成19年）にかけて、国・県・JR西日本との協議が行われ、本施設を公共施設中心とする「徳山駅ビル整備の基本的な方向性」がまとめられた。
2007年（平成19年）4月の周南市長選において、徳山駅周辺への大型商業施設誘致を公約とした島津幸男が当選した。同年12月には、島津市長が設置した「周南再生戦略会議」が、大型商業施設の誘致や14mの線路移設を含めた大規模な開発案「徳山駅ビル及び周辺グランドデザイン」を提案した。しかし線路移設の実現性や、商店街への影響等がネックとなり、後の徳山駅周辺デザイン会議を経て、フェードアウトすることとなった（島津市長による公約の正式撤回は2009年（平成21年）5月）。
2008年（平成20年）12月から2010年（平成22年）2月にかけて、島津市長が設置した「徳山駅周辺デザイン会議」において、本施設や南北自由通路、駅前広場の規模・外観・コンセプトなどが議論された。会議には地元関係者のほか篠原修、内藤廣、羽藤英二らが招かれた。ここでの議論の結果をもとに、2011年（平成23年）1月、市とJR西日本との間で、南北自由通路と橋上駅舎の整備を行うにあたっての基本協定が結ばれた。
2011年（平成23年）4月の周南市長選において、南北自由通路と本施設の整備を見直し、在来線駅舎をリニューアルで延命すると公約した木村健一郎が当選した。しかし、前述のJR西日本との協定により、在来線駅舎の延命は不可能であったため、木村市長は同年6月の所信表明において公約の断念を発表した。
その後、2012年（平成24年）5月に木村市長が設置した「徳山駅ビル跡地活用方針検討会議」の答申を経て、本施設は再び整備される方向となった。同年10月より、木村市長の下、徳山駅周辺デザイン会議が再開され、施設に導入する機能の具体的な議論が始まった。
2013年（平成25年）5月20日、デザイン会議が木村市長に対し駅ビル整備基本構想案の答申を行い、同年6月に開催された周南市議会の徳山駅周辺整備対策特別委員会に提示された。施設に導入される機能の多くが当時の駅ビルを踏襲したものであり、市議からは集客力を疑問視する意見が相次いだ。また同年8月、市議会特別委員会はカルチュア・コンビニエンス・クラブ（CCC）が管理を行っている武雄市図書館・歴史資料館を視察。参加した市議から「新施設に導入できないか」という意見が相次いだことから、市は検討を始めた。
2013年（平成25年）11月5日、「新たな徳山駅ビル整備基本構想」が策定された。武雄市図書館・歴史資料館を例に挙げ、施設の核を、同様の民間活力導入図書館（指定管理者制度を導入した図書館）とする方針が決定された。また、この基本構想の策定直後の11月18日には、コンセプトの具体化等を目的としてCCCとの連携が発表された。
2014年度（平成26年度）に施設の基本・実施設計を実施。公募型プロポーザルの結果、当初から徳山駅周辺デザイン会議に参加していた内藤廣建築設計事務所が選定され、設計を行った。
2015年（平成27年）頃には、CCCが管理する他市の図書館でトラブルが頻発したことから、市民団体による反対署名活動に発展した。署名数は有効数を上回ったものの、市議会に上程された計画の是非を問う住民投票条例案は、反対多数で否決された。
2016年（平成28年）2月、周南市議会平成28年第2回定例会において設置条例が可決され、施設の正式名称が「周南市徳山駅前賑わい交流施設」、核となる図書館の正式名称が「周南市立徳山駅前図書館」と決まった。同年7月には、市による指定管理者の公募と審査を経て、CCCが正式に指定管理者として選定された。なお、公募に応募したのはCCC1社のみだった。
2017年（平成19年）8月に開催された周南市議会中心市街地活性化対策特別委員会において、施設の外壁に、条例上の図書館名称から“徳山”を省いた「周南市立駅前図書館」という表記のサインが、議会への報告なしに施工されていたことが問題視された。その後の特別委員会において、木村市長は「（議会への）説明を漏らしていた」と釈明。「周南市を広く全国に発信したいという私の強い思い」からサインを決定したとし、コストや工期面から変更は不可能と説明した。最終的には、周南市議会平成29年第4回定例会において「周南市徳山駅前賑わい交流施設に掲げる名称決定の経緯について説明責任を果たし、謝罪を求める決議」が可決され、、議場における木村市長の謝罪に至った。
2018年（平成30年）2月3日に開業。市長の交代と計画の見直しが繰り返された結果、構想から開業まで、実に15年以上を要することとなった。同年10月28日に駅周辺の施設とともにみなとオアシスの登録をしていて、当館を代表施設とするみなとオアシス徳山として賑わい拠点ともなっている。